# Eugoa humerana
Eugoa humerana là một loài bướm đêm thuộc phân họ Arctiinae, họ Erebidae.